# La tierra prometida (película de 2023)
La tierra prometida (título original en danés: Bastarden) es una película de drama histórico épico dirigida por Nikolaj Arcel y escrita por Arcel y Anders Thomas Jensen. Protagonizada por Mads Mikkelsen, Amanda Collin y Simón Bennebjerg acompañados por Kristine Kujath Thorp, Gustav Lindh, Jakob Lohmann, Morten Hee Andersen, Magnus Krepper y Felix Kramer. Está basada en la novela de 2022 Kaptajnen og Ann Barbara (El capitán y Ann Bárbara), de la escritora danesa Ida Jessen.
La película fue seleccionada para competir por el León de Oro a la mejor película en el Festival de Cine de Venecia de 2023.

## Sinopsis
El capitán retirado Ludvig Kahlen, hijo bastardo de un noble y una sirvienta, llega en 1755 a los yermos brezales de Jutlandia con un único objetivo: seguir la llamada del rey para cultivar la tierra y conseguir así riqueza y honor para sí mismo. Pero Kahlen no tarda en ganarse un enemigo. El despiadado terrateniente Frederik De Schinkel, único gobernante de la zona, cree que el brezal le pertenece a él y no al rey. Cuando el siervo de De Schinkel huye con su esposa Ann Barbara y busca refugio en casa de Kahlen, el terrateniente hace todo lo posible por ahuyentar a Kahlen y, al mismo tiempo, cobrarse una cruel venganza. Kahlen no se doblega, sino que emprende obstinadamente la desigual batalla y ahora arriesga tanto su vida como el vínculo con la pequeña y problemática familia que ha surgido a su alrededor en el brezal.

## Reparto
- Mads Mikkelsen como Ludvig Kahlen
- Amanda Collin como Ann Bárbara
- Simon Bennebjerg como Frederik de Schinkel
- Melina Hagberg como Anmai Mus
- Kristine Kujath Thorp como Edel Helene
- Gustav Lindh como Anton Eklund
- Morten Hee Andersen como Johannes Eriksen
- Thomas W. Gabrielsson como Bondo
- Magnus Krepper como Héctor
- Soren Malling como Paulli
- Morten Burian como Lauenfeldt
- Jacob Lohmann como Trappaud
- Olaf Hojgaard como Preisler